# نهنگ سرخربزه‌ای
نهنگ سرخربزه‌ای یکی از دلفین‌سانان اقیانوسی است. این نهنگ از خویشاوندان نزدیک نهنگ قاتل کوتوله و نهنگ خلبان است. این گونه‌های دلفین را جمعاً «سیاه‌ماهی» هم نامیده‌اند.
نهنگ سرخربزه‌ای در سراسر آب‌های گرمسیری جهان زندگی می‌کند ولی از آن‌جا که بیشتر در ژرفاها به‌سر می‌برد، کمتر توسط انسان‌ها دیده می‌شود.
نهنگ‌های سرخربزه‌ای می‌توانند با سرعتی بسیار زیاد شنا کنند به‌ویژه زمانی که وحشت‌زده شوند. این نهنگ‌ها در حال شنای سریع پرش‌های کوتاهی نزدیک به رویهٔ آب می‌کنند که آب زیادی به اطراف می‌پاشد.
این نهنگ‌ها در گله‌های ۱۰۰ تایی و گاه حتی هزارتایی گرد هم می‌آیند و گاه نیز به طور دسته‌جمعی در کرانهٔ دریا گیر می‌افتند.